# Caym: Book of Angels Volume 17
Caym: Book of Angels Volume 17 es un álbum con composiciones de John Zorn e interpretadas por la banda de Cyro Baptista, Banquet of the Spirits. Es el disco diecisiete del segundo libro Masada, "The Book of Angels".

## Recepción
Warren Allen de All About Jazz declaró: “Esta unión de las composiciones de Zorn y la alegre y apretada banda de Baptista y su estética mundial lo convierte en uno de los lanzamientos más emocionantes y eclécticos de la serie ... En medio de la panoplia de grooves del mundo, el oyente encuentra cantos místicos , campanas astrales y teclas giratorias ... El álbum es, en parte, jazz. Pero también es todo lo demás —desde la música tradicional marroquí hasta la interpretación de gamelan balinés— junto con las pesadas influencias brasileñas, de Oriente Medio e incluso electrónicas”. Tom Volk anotó que "Caym tiene 50 minutos de exotismo arremolinado, navegado por cuatro excelentes intérpretes que todos tienen sus momentos en el sol del desierto en el que la música es tan evocadora".

## Lista de pistas
Todas las  composiciones por John Zorn
1. "Chamiel" - 4:27
2. "Matafiel" - 5:21
3. "Briel" - 4:18
4. "Zaphaniah" - 3:53
5. "Zar Tak" - 3:45
6. "Flaef" - 2:05
7. "Hutriel" - 4:27
8. "Yeqon" - 4:54
9. "Yahel" - 2:26
10. "Tahariel" - 4:46
11. "Natiel" - 4:00
12. "Phaleg" - 4:07

## Integrantes
- Cyro Baptista - Percusión, voz
- Brian Marsella - piano, clavecín, armonio, voz
- Shanir Ezra Blumenkranz - laúd árabe, bajo eléctrico, gimbri, voz
- Tim Keiper - batería, percusión, kamel ngoni, voz